# Lill-Tivsjön
Lill-Tivsjön är en sjö i Bräcke kommun i Jämtland och ingår i Ljungans huvudavrinningsområde. Sjön har en area på 0,325 kvadratkilometer och ligger 247,1 meter över havet. Sjön avvattnas av vattendraget Bodtjärnbäcken.

## Delavrinningsområde
Lill-Tivsjön ingår i det delavrinningsområde (695796-152180) som SMHI kallar för Utloppet av Lill-Tivsjön. Medelhöjden är 311 meter över havet och ytan är 12,88 kvadratkilometer. Det finns inga avrinningsområden uppströms utan avrinningsområdet är högsta punkten. Bodtjärnbäcken som avvattnar avrinningsområdet har biflödesordning 5, vilket innebär att vattnet flödar genom totalt 5 vattendrag innan det når havet efter 107 kilometer. Avrinningsområdet består mestadels av skog (88 procent). Avrinningsområdet har 0,32 kvadratkilometer vattenytor vilket ger det en sjöprocent på 2,5 procent.